# Copris pecuarius
Copris pecuarius är en skalbaggsart som beskrevs av Lewis 1884. Copris pecuarius ingår i släktet Copris och familjen bladhorningar. Utöver nominatformen finns också underarten C. p. continentalis.